# Samuel Steinberg
Pour les articles homonymes, voir Steinberg.
Samuel Steinberg (25 décembre 1905 en Hongrie - 24 mai 1978 à Montréal) est un homme d'affaires québécois. Il est le fondateur et PDG des magasins Steinberg, chaîne de supermarchés alimentaires québécoise. Il était connu comme : "Mister Sam!"

## Biographie
Sa famille émigre au Canada en 1909 et fonde une épicerie à Montréal en 1913. En 1934, il ouvre le premier supermarché à Montréal qui deviendra le premier d'une vaste chaîne de supermarchés alimentaires à travers le Québec. En 1959, il achète la chaîne des magasins de la Grand Union (en) Ltd (Ontario), puis devient administrateur de Miracle Mart, Petrofina et Pharmaprix. 
En 1974, il est le sujet d'un documentaire de l'Office national du film du Canada intitulé After Mr. Sam où l'on y discute de son départ imminent à la retraite et de son remplacement éventuel. Quand il décède subitement d'une défaillance cardiaque en 1978,  sa chaîne de supermarchés alimentaires Steinberg est la plus importante au Québec. La compagnie devint si populaire chez les Québécois, que l’expression « faire son Steinberg » était devenue synonyme de « faire ses courses », peu importe dans quelle chaîne d'épiceries.

## Distinctions
- 1977 : Officier de l'Ordre du Canada
- Membre élu du Panthéon des hommes d'affaires canadiens (Canadian Business Hall of Fame)[6].